# Wereldkampioenschappen schansspringen 2019
De wereldkampioenschappen schansspringen 2019 werden van 22 februari tot en met 2 maart 2019 gehouden in Seefeld. Nieuw op het programma is de landenwedstrijd voor vrouwen.

## Wedstrijdschema
| Datum       | Tijd  | Mannen                | Vrouwen               |
| ----------- | ----- | --------------------- | --------------------- |
| 22 februari | 14:30 | HS130 (Q)             |                       |
| 23 februari | 14:30 | HS130 individueel     |                       |
| 24 februari | 14:45 | HS130 landenwedstrijd |                       |
| 26 februari | 16:15 |                       | HS109 landenwedstrijd |
| 27 februari | 16:15 |                       | HS109 individueel     |
| 28 februari | 16:30 | HS109 kwalificatie    |                       |
| 1 maart     | 16:00 | HS109 individueel     |                       |
| 2 maart     | 16:00 | HS109 landenwedstrijd | HS109 landenwedstrijd |

De letters NH en LH staan respectievelijk voor Normal Hill (normale schans) en Large Hill (grote schans). De letters HS staan voor Hillsize waarbij HS109 en HS130 staat voor de afstand in meters van punt van afsprong (de schans) tot het 32-gradenpunt op de landingshelling. Dit punt ligt op elke schans weer anders.

## Uitslagen

### Mannen

#### Individueel
| HS109  | HS109               | HS109 | HS109            | HS109  |
| #      | Naam                | Land  | Sprongen         | Punten |
| ------ | ------------------- | ----- | ---------------- | ------ |
| Goud   | Dawid Kubacki       | POL   | 93,0 m – 104,5 m | 218,3  |
| Zilver | Kamil Stoch         | POL   | 91,5 m – 101,5 m | 215,5  |
| Brons  | Stefan Kraft        | AUT   | 93,5 m – 101,0 m | 214,8  |
| 4      | Philipp Aschenwald  | AUT   | 91,0 m – 103,5 m | 214,5  |
| 5      | Richard Freitag     | GER   | 93,5 m – 103,5 m | 211,3  |
| 6      | Stephan Leyhe       | GER   | 96,5 m – 099,0 m | 210,6  |
| 7      | Markus Eisenbichler | GER   | 91,0 m – 102,5 m | 210,5  |
| 7      | Yukiya Sato         | JPN   | 92,0 m – 099,0 m | 210,5  |
| 9      | Michael Hayböck     | AUT   | 93,5 m – 100,0 m | 208,5  |
| 10     | Killian Peier       | SUI   | 98,5 m – 098,0 m | 207,4  |

| HS130  | HS130                | HS130 | HS130             | HS130  |
| #      | Naam                 | Land  | Sprongen          | Punten |
| ------ | -------------------- | ----- | ----------------- | ------ |
| Goud   | Markus Eisenbichler  | GER   | 131,5 m – 135,5 m | 279,4  |
| Zilver | Karl Geiger          | GER   | 131,0 m – 130,5 m | 267,3  |
| Brons  | Killian Peier        | SUI   | 131,0 m – 129,5 m | 266,1  |
| 4      | Ryoyu Kobayashi      | JPN   | 133,5 m – 126,5 m | 262,0  |
| 5      | Kamil Stoch          | POL   | 128,5 m – 129,5 m | 259,4  |
| 6      | Stefan Kraft         | AUT   | 130,0 m – 126,5 m | 256,1  |
| 7      | Johann André Forfang | NOR   | 132,5 m – 125,5 m | 250,9  |
| 8      | Robert Johansson     | NOR   | 128,0 m – 129,0 m | 248,9  |
| 9      | Richard Freitag      | GER   | 125,5 m – 129,5 m | 248,7  |
| 10     | Timi Zajc            | SLO   | 127,0 m – 124,0 m | 245,5  |

#### Team
| HS130  | HS130                                                                        | HS130 | HS130                                                                   | HS130  |
| #      | Namen                                                                        | Land  | Sprongen                                                                | Punten |
| ------ | ---------------------------------------------------------------------------- | ----- | ----------------------------------------------------------------------- | ------ |
| Goud   | Karl Geiger Richard Freitag Stephan Leyhe Markus Eisenbichler                | GER   | 129,0 m – 130,0 m 121,0 m – 120,0 m 126,0 m – 128,5 m 128,0 m – 128,5 m | 987,5  |
| Zilver | Philipp Aschenwald Michael Hayböck Daniel Huber Stefan Kraft                 | AUT   | 117,0 m – 118,0 m 122,5 m – 120,5 m 126,5 m – 126,5 m 125,0 m – 123,5 m | 930,9  |
| Brons  | Yukiya Sato Daiki Ito Junshiro Kobayashi Ryoyu Kobayashi                     | JPN   | 119,5 m – 125,0 m 117,0 m – 116,0 m 127,0 m – 126,0 m 127,0 m – 123,0 m | 920,2  |
| 4      | Piotr Żyła Stefan Hula Jr Dawid Kubacki Kamil Stoch                          | POL   | 121,5 m – 119,5 m 113,5 m – 116,5 m 127,0 m – 126,5 m 125,0 m – 122,5 m | 909,1  |
| 5      | Halvor Egner Granerud Andreas Stjernen Johann André Forfang Robert Johansson | NOR   | 117,5 m – 121,5 m 123,5 m – 120,5 m 122,0 m – 127,0 m 117,5 m – 121,0 m | 900,2  |
| 6      | Anže Lanišek Peter Prevc Žiga Jelar Timi Zajc                                | SLO   | 117,0 m – 118,0 m 123,0 m – 120,0 m 117,0 m – 119,0 m 121,0 m – 117,0 m | 858,7  |
| 7      | Andreas Schuler Luca Egloff Simon Ammann Killian Peier                       | SUI   | 112,0 m – 108,0 m 111,5 m – 110,5 m 125,5 m – 123,0 m 127,0 m – 128,5 m | 837,0  |
| 8      | Viktor Polášek Tomáš Vančura Čestmír Kožíšek Roman Koudelka                  | CZE   | 119,0 m – 121,5 m 118,0 m – 106,0 m 118,5 m – 112,0 m 120,5 m – 122,0 m | 814,4  |

### Vrouwen

#### Individueel
| HS109  | HS109                  | HS109 | HS109             | HS109  |
| #      | Naam                   | Land  | Sprongen          | Punten |
| ------ | ---------------------- | ----- | ----------------- | ------ |
| Goud   | Maren Lundby           | NOR   | 106,5 m – 104,5 m | 259,6  |
| Zilver | Katharina Althaus      | GER   | 108,0 m – 107,0 m | 259,1  |
| Brons  | Daniela Iraschko-Stolz | AUT   | 101,0 m – 105,5 m | 247,6  |
| 4      | Juliane Seyfarth       | GER   | 104,0 m – 101,5 m | 244,4  |
| 5      | Eva Pinkelnig          | AUT   | 102,0 m – 103,0 m | 241,8  |
| 6      | Sara Takanashi         | JPN   | 101,5 m – 102,0 m | 236,7  |
| 7      | Nika Križnar           | SLO   | 101,5 m – 102,5 m | 236,1  |
| 8      | Urša Bogataj           | SLO   | 102,0 m – 099,0 m | 231,7  |
| 9      | Anna Odine Strøm       | NOR   | 102,0 m – 099,5 m | 230,6  |
| 10     | Carina Vogt            | GER   | 100,5 m – 098,5 m | 224,3  |

#### Team
| HS109  | HS109                                                                        | HS109 | HS109                                                                   | HS109  |
| #      | Naam                                                                         | Land  | Sprongen                                                                | Punten |
| ------ | ---------------------------------------------------------------------------- | ----- | ----------------------------------------------------------------------- | ------ |
| Goud   | Juliane Seyfarth Ramona Straub Carina Vogt Katharina Althaus                 | GER   | 098,0 m – 095,0 m 106,0 m – 100,0 m 099,0 m – 092,5 m 104,5 m – 099,5 m | 898,9  |
| Zilver | Eva Pinkelnig Jacqueline Seifriedsberger Chiara Hölzl Daniela Iraschko-Stolz | AUT   | 099,5 m – 099,5 m 092,5 m – 096,0 m 099,0 m – 096,5 m 104,5 m – 096,5 m | 880,3  |
| Brons  | Anna Odine Strøm Ingebjørg Saglien Bråten Silje Opseth Maren Lundby          | NOR   | 097,5 m – 097,0 m 096,0 m – 090,0 m 097,5 m – 094,5 m 108,0 m – 100,5 m | 876,9  |
| 4      | Špela Rogelj Jerneja Brecl Nika Križnar Urša Bogataj                         | SLO   | 089,0 m – 097,5 m 096,5 m – 094,0 m 095,5 m – 091,0 m 101,0 m – 099,5 m | 828,1  |
| 5      | Anna Sjpyneva Aleksandra Koestova Lidia Jakovleva Sofia Tichonova            | RUS   | 087,5 m – 102,5 m 093,0 m – 092,5 m 097,0 m – 091,0 m 104,0 m – 098,5 m | 820,3  |
| 6      | Yuki Ito Kaori Iwabuchi Nozomi Marayama Sara Takanashi                       | JPN   | 092,0 m – 104,5 m 088,0 m – 088,0 m 096,0 m – 092,5 m 101,0 m – 093,5 m | 806,1  |
| 7      | Léa Lemare Joséphine Pagnier Océane Avocat Gros Lucile Morat                 | FRA   | 088,0 m – 090,5 m 091,5 m – 095,5 m 087,5 m – 085,0 m 096,5 m – 088,0 m | 718,1  |
| 8      | Elena Runggaldier Veronica Gianmoena Giada Tomaselli Lara Malsiner           | ITA   | 093,5 m – 097,5 m 087,0 m – 081,0 m 078,5 m – 076,0 m 097,5 m – 100,0 m | 690,5  |

### Gemengd team
| HS109  | HS109                                                                | HS109 | HS109                                                                   | HS109  |
| #      | Naam                                                                 | Land  | Sprongen                                                                | Punten |
| ------ | -------------------------------------------------------------------- | ----- | ----------------------------------------------------------------------- | ------ |
| Goud   | Katharina Althaus Markus Eisenbichler Juliane Seyfarth Karl Geiger   | GER   | 107,5 m – 103,0 m 104,5 m – 107,0 m 100,5 m – 103,0 m 103,5 m – 107,0 m | 1012,2 |
| Zilver | Eva Pinkelnig Philipp Aschenwald Daniela Iraschko-Stolz Stefan Kraft | AUT   | 105,5 m – 103,5 m 110,0 m – 101,0 m 100,5 m – 102,5 m 096,5 m – 104,5 m | 989,9  |
| Brons  | Anna Odine Strøm Robert Johansson Maren Lundby Andreas Stjernen      | NOR   | 097,5 m – 102,5 m 106,5 m – 103,5 m 099,0 m – 105,5 m 091,5 m – 102,0 m | 938,4  |
| 4      | Urša Bogataj Žiga Jelar Nika Križnar Peter Prevc                     | SLO   | 102,5 m – 101,0 m 099,5 m – 104,0 m 098,5 m – 108,5 m 095,5 m – 100,5 m | 930,8  |
| 5      | Yuki Ito Yukiya Sato Sara Takanashi Ryoyu Kobayashi                  | JPN   | 100,5 m – 095,0 m 103,5 m – 102,0 m 091,0 m – 099,5 m 097,0 m – 113,0 m | 928,6  |
| 6      | Kinga Rajda Dawid Kubacki Kamila Karpiel Kamil Stoch                 | POL   | 091,5 m – 097,0 m 112,0 m – 110,0 m 091,5 m – 097,0 m 100,0 m – 105,5 m | 914,9  |
| 7      | Anna Sjpyneva Dmitri Vasiljev Sofia Tichonova Jevgeni Klimov         | RUS   | 097,5 m – 100,5 m 099,5 m – 104,0 m 096,0 m – 098,5 m 101,5 m – 099,0 m | 896,2  |
| 8      | Elena Runggaldier Sebastian Colloredo Lara Malsiner Alex Insam       | ITA   | 097,5 m – 095,5 m 093,0 m – 097,5 m 098,5 m – 100,5 m 086,5 m – 094,5 m | 801,4  |

### Medailleklassement
| Plaats | Land        | Goud | Zilver | Brons | Totaal |
| 1      | Duitsland   | 4    | 2      | 0     | 6      |
| 2      | Polen       | 1    | 1      | 0     | 2      |
| 3      | Noorwegen   | 1    | 0      | 2     | 3      |
| 4      | Oostenrijk  | 0    | 3      | 2     | 5      |
| 5      | Japan       | 0    | 0      | 1     | 1      |
| 5      | Zwitserland | 0    | 0      | 1     | 1      |
| Totaal | Totaal      | 6    | 6      | 6     | 18     |